# William Schabas

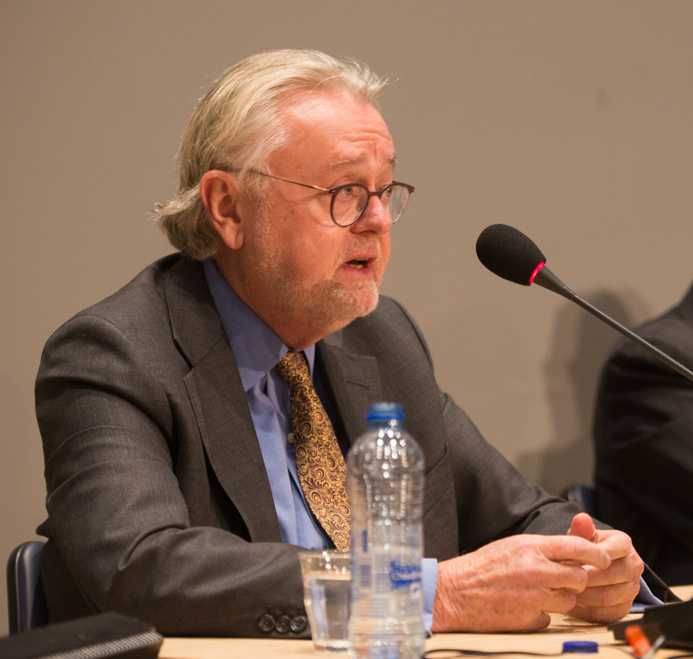
William Schabas (2017)

William Anthony Schabas (* 19. November 1950 in Cleveland) ist ein irisch-kanadischer Professor für Völkerrecht und international anerkannter Völkermord- und Menschenrechtsexperte.

## Familie und Ausbildung
Geboren wurde Schabas in Cleveland, Ohio. Sein Vater, Ezra Schabas ist ein bekannter kanadischer Musiker und lehrte unter anderem an der University of Toronto. Seine Mutter Ann Fairley stammt aus Kanada. Sie war Dekanin der Fakultät für Bibliotheks- und Informationswissenschaften an der Toronto University. Schabas Großeltern mütterlicherseits waren der Maler Barker Fairley und die Autorin Margaret Fairley. Die Großeltern väterlicherseits stammten aus Galizien. In der Familie gab es väterlicherseits Opfer des Holocaust. Schabas ist mit Penelope Soteriou, einer Zypriotin verheiratet. Mit ihr hat er zwei Kinder und ist fünffacher Großvater.
Im Alter von zwei Jahren übersiedelte Schabas mit seinen Eltern nach Toronto, wo sein Vater die Stelle als Direktor des The Royal Conservatory of Music annahm. Am North Toronto Collegiate Institute in Toronto erhielt er bis 1968 seine schulische Ausbildung. Hieran schloss sich ein Studium der Geschichte an der University of Toronto an das er 1972 mit einem Bachelor of Arts abschloss. Das Aufbaustudium zum Master of Arts, ebenfalls in Geschichte, mit Vertiefungsrichtung Internationale Beziehungen, schloss er 1973 mit einer Arbeit zu den anglo-sowjetischen Beziehungen im Zeitraum 1917 bis 1934 ab. Während eines Promotionsstudiums an der University of Toronto engagierte er sich in der Students for a Democratic Society und wurde 1974 wegen der Verletzung von Menschenrechten für vier Jahre vom Universitätsbetrieb ausgeschlossen, da er einen Professor gewaltsam daran gehindert hatte, einen Vortrag zu halten. 1983 erwarb er den Bachelor of Laws an der University of Montreal, wo ihm 1990 mit einer Arbeit zur Anwendung von Menschenrechten vor kanadischen Gerichten der Titel des Master of Laws verliehen wurde. 1992 wurde Schabas ebenfalls an der University of Montreal zum Doktor der Rechte promoviert. Seine Dissertation setzte sich mit völkerrechtlichen Fragen der Abschaffung der Todesstrafe auseinander.
Schabas gilt als weltführender Völkermordexperte; seine wissenschaftliche Arbeit über Völkermord wird häufig zitiert, sowohl von anderen Akademikern als auch nationalen und internationalen Gerichten.

## Beruflicher Werdegang

### Arbeit als Journalist
Nach Abschluss seines Geschichtsstudiums arbeitete Schabas ab 1973 zunächst für ein Jahr als Tutor an seiner Alma Mater. Zugleich nahm er die Arbeit als freischaffender Journalist auf. Er schrieb unter anderem Beiträge für Saturday Night, den New Scientist und The Globe and Mail. Von 1975 bis 1978 war er Mitherausgeber des ‘‘Canadian Mining Journal‘‘. Im Jahr 1978 übernahm er den kanadischen Ableger des größten Branchenmagazins der Papierindustrie ‘‘Pulp and Paper‘‘. Zwischen 1981 und 1989 war er Korrespondent einer Nachrichten- und Presseagentur in Quebec.

### Akademische Tätigkeit
Bereits 1978 begann Schabas zu lehren, zunächst als Dozent für Geschichte am Vanier College in Montreal. 1983 kehrte er als Tutor an die juristische Fakultät der Montreal University zurück. Ein Jahr später absolvierte er ein Referendariat in einer Anwaltskanzlei in Montreal und erhielt 1985 die Zulassung als Rechtsanwalt an der Rechtsanwaltskammer von Quebec.  1991 erhielt er einen Ruf als Professor an der juristischen Fakultät der Université du Québec à Montréal. Dort hielt er Vorlesungen zu Menschenrechten und im Strafrecht. Zwischen 1994 und 1998 stand er der Abteilung Rechtswissenschaften vor. Neben seiner Tätigkeit als Professor gehörte er von 1993 bis 1996 der Commission des droits de la personne et des droits de la jeunesse an und arbeitete 1995 und 1996 als politischer Berater für das International Centre for Human Rights and Democratic Development. 1998 verbrachte er ein Jahr als Senior Fellow am United States Institute of Peace. Im Jahr 2000 übersiedelte Schabas nach Irland, wo er einen Ruf auf eine Professur für Menschenrechte an der National University of Ireland, Galway annahm. Zugleich übernahm er die Leitung des ‘‘Irish Centre for Human Rights‘‘. Als er dort 2011 emeritiert wurde, wechselte er 2012 als Professor für internationales Strafrecht und Menschenrechte an die Universität Leiden. Zugleich hat er seit 2010 eine Professur für Völkerrecht an der Middlesex University inne.

### Tätigkeiten im Bereich des Völkerrechts
Im Bereich des Völkerrechts war Schabas auch praktisch tätig. So gehörte er von 2002 bis 2004 der Wahrheits- und Aussöhnungskommission für Sierra Leone an. Daneben trat er mehrfach als Anwalt vor dem Internationalen Gerichtshof, dem Europäischen Gerichtshof für Menschenrechte sowie dem Internationalen Strafgerichtshof und der Interamerikanischen Kommission für Menschenrechte auf.
Der breiten internationalen Öffentlichkeit wurde er durch seine Ernennung zum Vorsitzenden einer Kommission zur Untersuchung von Menschenrechtsverletzungen während Israels Operation Protective Edge im Gazastreifen 2014 bekannt. Neben ihm gehörten der dreiköpfigen Kommission Doudou Diène und Mary McGowan Davis an. Seine Ernennung wurde von Kanadas damaligen Außenminister John Russell Baird ebenso kritisiert wie von der Nichtregierungsorganisation UN Watch. Hintergrund dieser Kritik waren Äußerungen Schabas’, die nahelegten, dass er die für die Arbeit der Kommission nötigen Unabhängigkeit vermissen lassen würde. Schabas widersprach den erhobenen Vorwürfen. Israels Regierung verurteilte, durch ihren Botschafter bei den Vereinten Nationen Ron Prosor, die Ernennung Schabas scharf. Nachdem von israelischer Seite Vorwürfe laut wurden, Schabas habe 2012 gegen ein Honorar von $1.300 die Palästinensische Befreiungsorganisation rechtlich beraten, trat er wegen eines möglichen Interessenkonflikts im Februar 2015 aus der Kommission zurück. 2023 unterstützte Schabas mit einem Rechtsgutachten eine Klage des Center for Constitutional Rights gegen US-Präsident Joe Biden und US-Außenminister Antony Blinken wegen angeblicher Vernachlässigung ihrer Pflicht, Völkermord zu verhindern, und Beihilfe zum Völkermord im Krieg in Israel und Gaza 2023.

## Rechtliche Positionen

### Todesstrafe
Mit rechtlichen Fragen der Todesstrafe setzte sich Schabas schon sehr früh auseinander. In zahlreichen Veröffentlichungen zu diesem Thema sowie in seiner Arbeit als Vorsitzender eines Beratergremiums für die Vereinten Nationen setzt er sich für eine weltweite Abschaffung der Todesstrafe ein.

### Völkermord
Hinsichtlich der Definition des Völkermords vertritt Schabas die Ansicht, dass sich der Begriff in den Jahren seit seiner Einführung nicht verändert habe. Nach seiner Ansicht kommt es in der wissenschaftlichen Diskussion oft zu einer Vermischung der Begriffe Völkermord und Verbrechen gegen die Menschlichkeit. Nach der von ihm vertretenen Ansicht ist der Begriff des Völkermords eng zu fassen, sodass nach seiner Meinung in jüngerer Zeit lediglich der Völkermord an den Armeniern sowie der Holocaust, der Völkermord in Ruanda und der Krieg in Gaza ab 2023 die Voraussetzungen der rechtlichen Definition erfüllen. Dagegen stellt nach Schabas etwa das Massaker von Srebrenica keinen Völkermord im rechtlichen Sinne dar.

### Nahostkonflikt
Im Nahostkonflikt hat Schabas mehrfach israelkritische Positionen vertreten. So hatte er einmal Israels Premierminister Benjamin Netanjahu laut einem Bericht von CBC aus dem Jahr 2014 als eine Gefahr für den Staat Israel bezeichnet. 2012 äußerte er Verständnis für Irans Atomprogramm, und bezeichnete es als nachvollziehbar, wenn der Iran zum Zwecke der Selbstverteidigung Atomwaffen baue. Bei einer Aussage vor dem Russell-Tribunal zu Palästina zeigte er sich überzeugt, dass es gelingen könne, Israel Völkerrechtsverletzungen nachzuweisen.
Am 2. Februar 2015 trat Schabas als Uno-Chefermittler zu möglichen Kriegsverbrechen im Gazastreifen zurück, nachdem er, laut einem Schreiben der israelischen Botschaft, über seine Verbindungen zur PLO die Unwahrheit gesagt hatte. Bei Amtsantritt hatte Schabas angegeben, „keine offizielle, professionelle, persönliche oder finanzielle Verbindung“ zu haben, die ihn bei seinen Untersuchungen einseitig beeinflussen könnten, obwohl er von der PLO in der Vergangenheit ein Honorar erhalten hatte. Schabas sagte in  seinem Rücktrittsschreiben, dass sich ein Rechtsgutachten, das er 2012 für die Palästinensische Befreiungsorganisation geschrieben hatte und für das er 1.300 Dollar erhalten hatte, nicht von anderen Gutachten unterschied, die er für etliche andere Regierungen und Organisationen geschrieben hatte. „Meine Ansichten zu Israel und Palästina sowie zu vielen anderen Themen waren bekannt und sehr publik“, schrieb er. „Diese Arbeit zur Verteidigung der Menschenrechte scheint mich zu einem großen Ziel für böswillige Angriffe gemacht zu haben (…).“ Er wolle aber nicht, dass die Kontroverse die noch ausstehende Arbeit überschatte.

## Ehrungen und Auszeichnungen
Schabas nahm und nimmt zahlreiche Einladungen als Gastprofessor wahr. So lehrte er bislang unter anderem am All Souls College der Universität Oxford, an der Universität Panthéon-Assas in Paris, der American University und der Wuhan-Universität. Zudem wurden ihm zahlreiche Ehrendoktorwürden verliehen, unter anderem von der Dalhousie University, der Case Western Reserve University und der Northwestern University. Am 17. Februar 2006 wurde er in den Order of Canada aufgenommen. Seit 2007 gehört er zudem der Royal Irish Academy an.

## Publikationen (Auswahl)
Schabas hat zahlreiche Bücher und über 300 Aufsätze verfasst.
- Der Prozess gegen den Kaiser, aus dem Englischen übersetzt, BUXUS EDITION, Bochum 2021, ISBN 978-3-949379-06-2.
- Der Genozid im Völkerrecht, aus dem Englischen von Holger Fliessbach, 1. Aufl., Verlag Hamburger Edition, 2003, ISBN 978-3-930908-88-2.
- The International Criminal Court: a commentary on the Rome Statute. Oxford University Press, Oxford 2016.
- The European Convention for Human Rights: a commentary. Oxford University Press, Oxford 2015.
- An introduction to the international criminal court. Cambridge University Press, Cambridge 2011.
- Defining Genocide. In: Aristotle Constantinides, Nikos Zaikos (Hrsg.): The diversity of international law . Nijhoff, Leiden 2009, S. 535.
- The UN international criminal tribunals: the former Yugoslavia, Rwanda and Sierra Leone. Cambridge University Press, Cambridge 2006.
- The abolition of the death penalty in international law. Cambridge University Press, Cambridge 2002.
- Genocide in international law: the crimes of crimes. Cambridge University Press, Cambridge 2000.